# Tonsilla lyrata
Tonsilla lyrata là một loài nhện trong họ Amaurobiidae.
Loài này thuộc chi Tonsilla. Tonsilla lyrata được miêu tả năm 1990 bởi Jia-Fu Wang et al..